# Mohács
Mohács (horvátul: Mohač  németül: Mohatsch, Moosach, szerbül: Мохач) város Baranya vármegyében, a Mohácsi járás központja, a megye harmadik legnépesebb települése Pécs és Komló után. Ez Magyarország legdélebbi Duna-parti települése, leszámítva Kölkedet és Homorúdot, melyeknek vannak még délebbi fekvésű dunai partszakaszai is, de lakott területeik a folyótól távolabb fekszenek.
A város egyik legismertebb nevezetessége az évente megrendezett, ezrek által látogatott busójárás, amelyet 2009-ben felvettek az UNESCO szellemiörökség-listájára. A várostól délre történt 1526. augusztus 29-én a történelmi jelentőségű mohácsi csata, melynek során a magyar sereg igen súlyos vereséget szenvedett a török túlerővel szemben.

## Fekvése

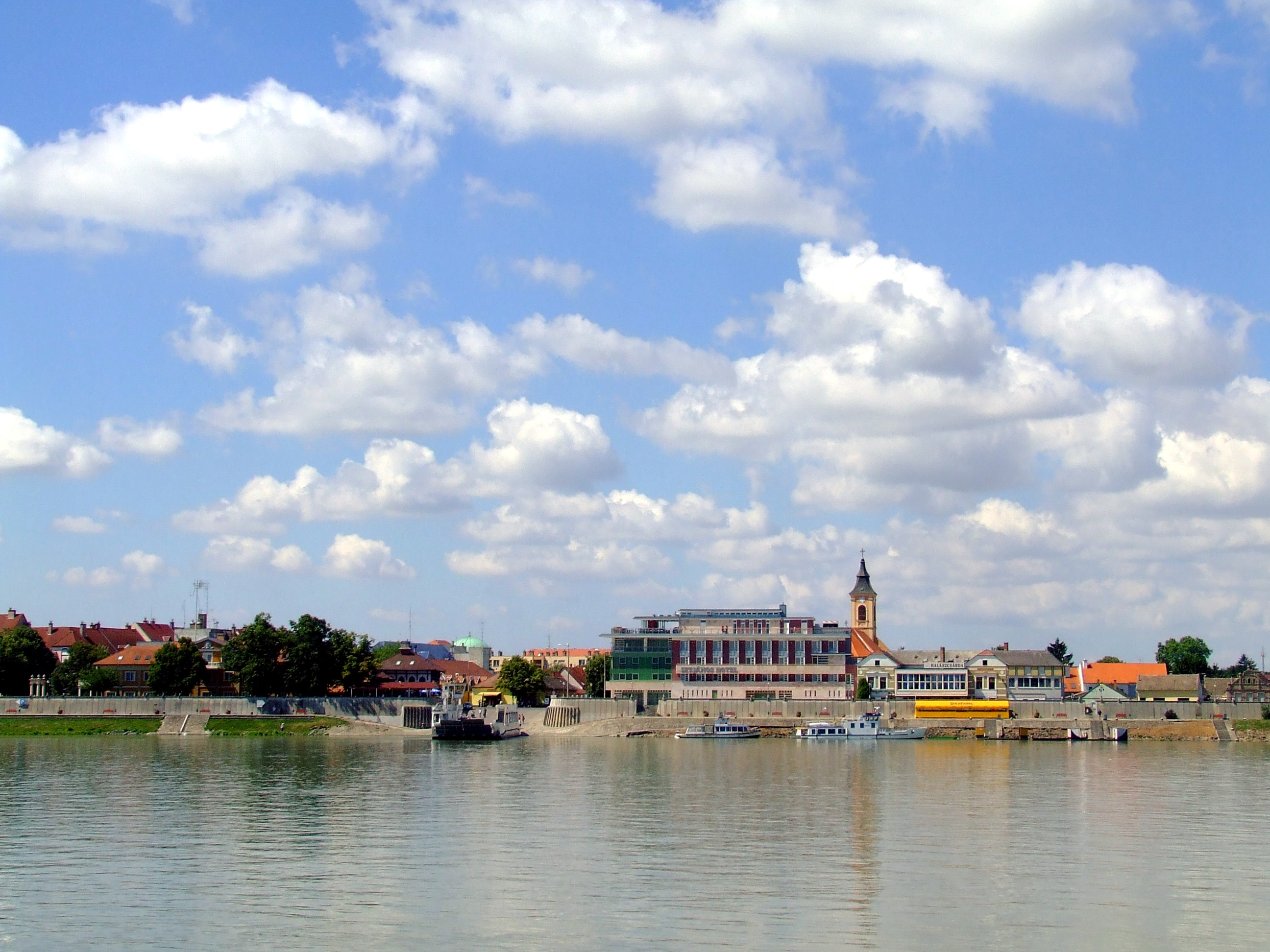
Mohács a Dunáról

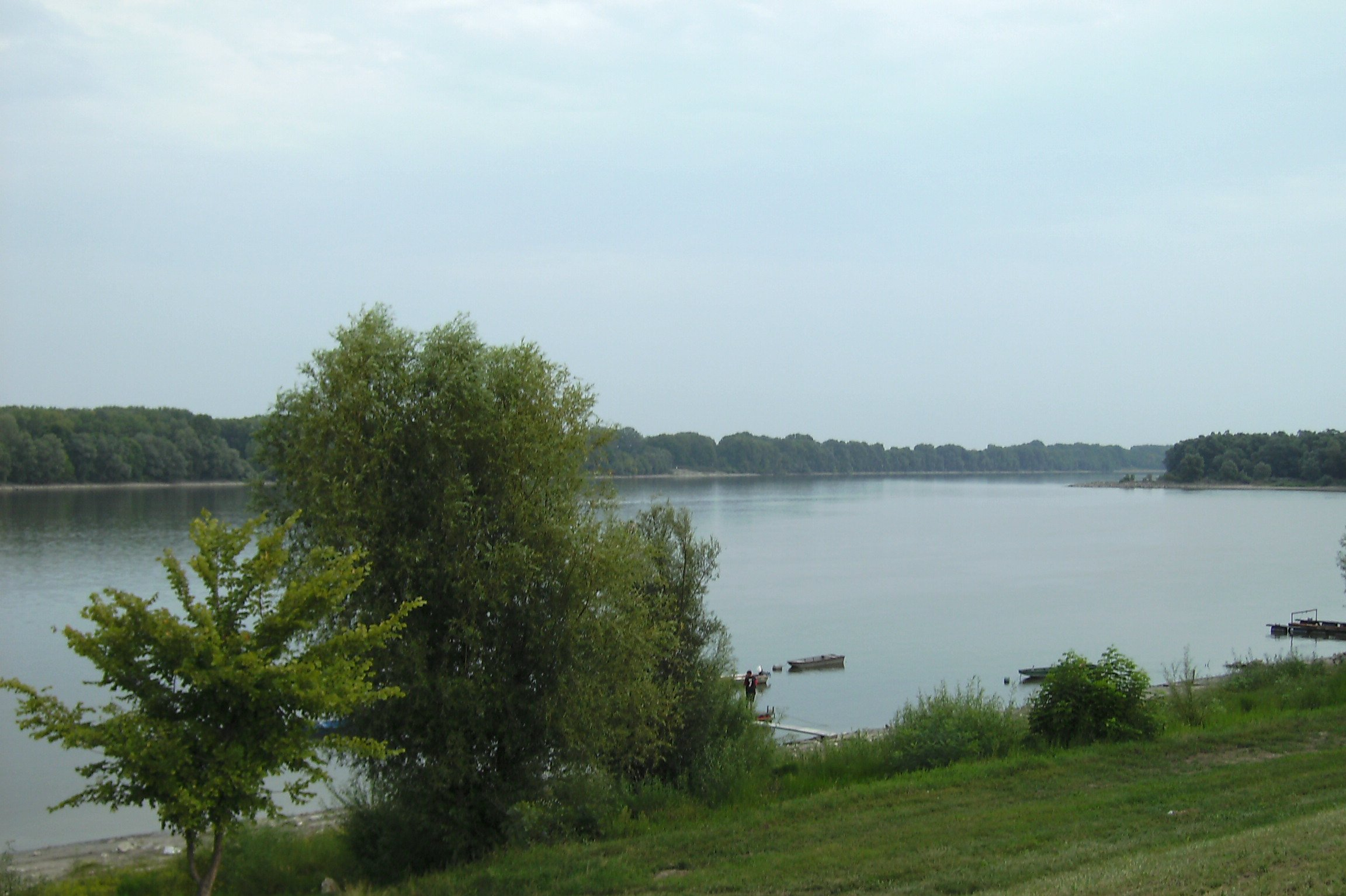
A Duna Mohácsnál

A Dél-Dunántúl délkeleti szegletében, a Mohácsi teraszos sík északkeleti részén elhelyezkedő település, Magyarország egyik legdélibb városa. Kedvező infrastrukturális ellátottsággal bíró, rendkívül jó minőségű mezőgazdasági földekkel övezett város. 2007-től Mohács az Európai Unió dunai határkikötője.
A Duna folyása Bajánál két ágra szakad. A szélesebb Duna-ág délnyugati irányt vesz, majd derékszögben délkeletre fordul, míg a keskenyebb dél felé folytatja útját. A két ág a horvát–szerb határon találkozik ismét; az általuk közrefogott terület a Mohácsi-sziget. Ahol a szélesebb, az „öreg” Duna délkeletnek fordul, ott fekszik Mohács. A város területének nagyobbik része a jobb parton terül el, itt él a lakosság mintegy 95%-a. Vannak azonban lakott részei a Duna főágának bal partján, a Mohácsi-szigeten is, ezek közül a legfontosabb városrész Újmohács, melynek lakossága közel 700 fő.
A város belterületének része a Duna töltése mellett fekvő Kismohács is. A Rákóczi utcához csatlakozó terület egyetlen házsorból áll.
A horvát határ 10 km, Budapest 190 km messze van. A Mohácsi járás keleti részén, az árvízmentes területeken 15–20 m vastagságú lösztakaró található, a Mohácsi-sziget felszíne iszapos hordalékrétegekből áll. Sajnos jelentős területen fordul elő nitrátosodás. A sziget ártéri síksága ár- és belvízveszélyes terület.

### Klímája
A mérsékelten meleg és nedves éghajlatú térség területén az évi napsütéses órák száma 2060 körüli, az évi középhőmérséklet 10,5–10,8 °C között mozog, s csak a kistérség északi részén jellemző 10 °C-nál alacsonyabb évi középhőmérséklet. A csapadék évi mennyisége 650–700 mm körül ingadozik.

## Története

### Nevének eredete
A város nevének eredete ismeretlen. A helynévkutatók között különböző nyelvészeti találgatások születtek. Mohács nevét a történelem során többféle írásmódban használták. A városnév a honfoglalás előtt itt élő népek adománya lehet. Az indogermán eredetű ’’mu’’ és a ’’hats’’ szó együttesen ’’(muhats)’’ földvárat jelent.
Horvátul a hivatalos neve Mohač. A Muvač alakot Hercegszántón használták. Ezenkívül számos horvát elnevezése is volt a városnak. Németül hivatalosan Mohatsch, de a Moosach is használatos, illetve az volt.

### Őskor, ókor
A kutatások szerint Mohács és környékén az ember már az őskortól letelepedett. A kutatók kő-, réz-, bronz- és vaskori cölöpökre épített házak maradványaira bukkantak.
Az i. e. 1. századtól a 4. századig a terület a Római Birodalom Pannónia provinciájához tartozott. A környék a Duna mentén, a provincia határán helyezkedett el, így a fontos védelmi vonal, a limes is erre húzódott. Mohácstól délre, a mai Kölkeden volt Altinum, a limes egyik fontos állomáshelye. A római birodalom bukása után, egy 6-7. századi, avar kori település állt vidéken. A feltételezések szerint a 150-180 lélekszámú gepidák lakta környék Kárpát-medence legnagyobb eddig ismert avar kori települése.

### Középkor
Nevét a források először 1093-ban említik, amikor Szent László király a pécsi püspöknek adományozta. A kis falu lakói a pécsi püspök jobbágyai voltak. A környéken állattartás, földművelés, halászat folyt. A 15. században már mezővárosként említették, a század közepén a kutatások szerint körülbelül 800 lelket számlált. Az erőteljes déli török terjeszkedés miatt palánkkal erősítették meg.

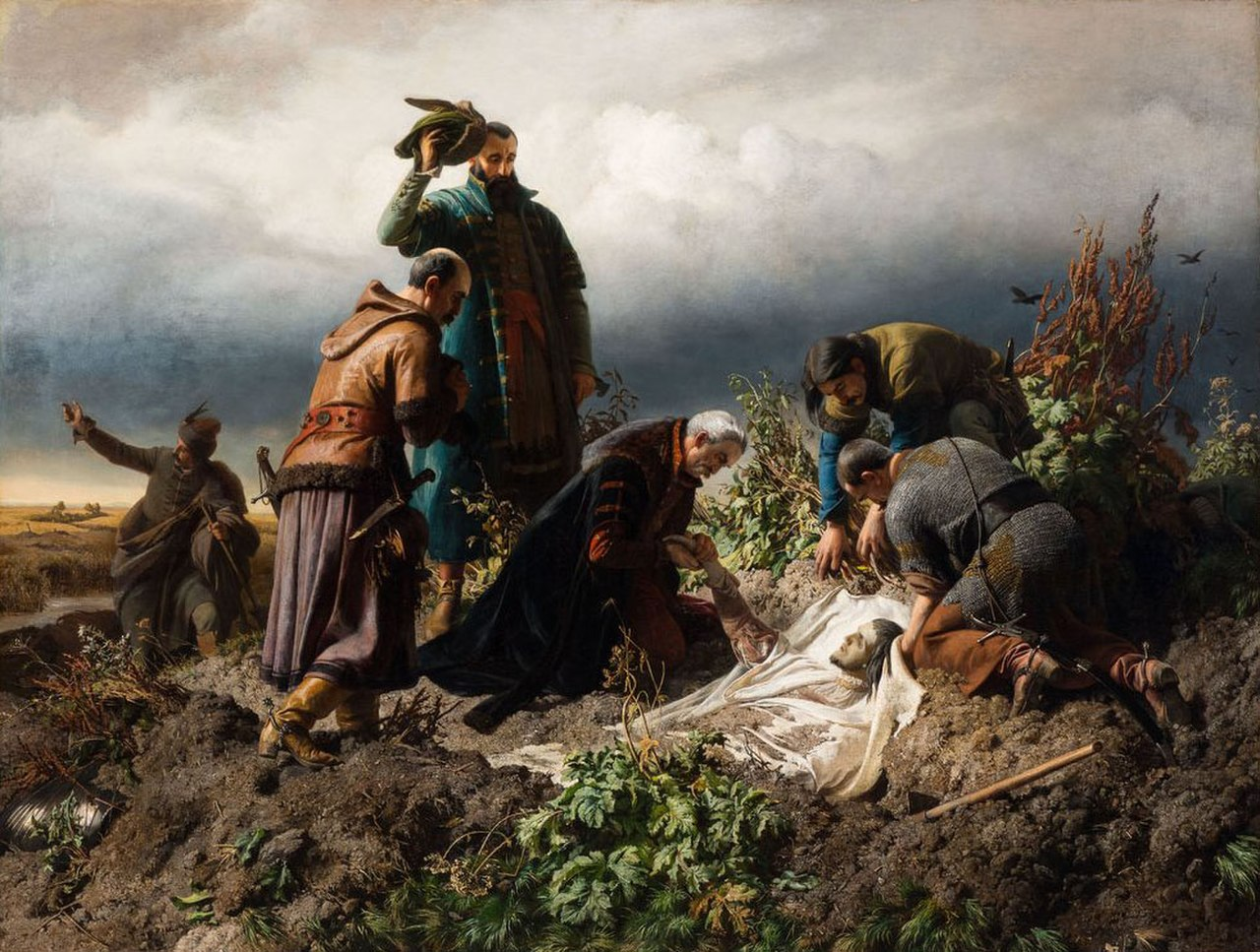
Székely Bertalan: II. Lajos holttestének megtalálása

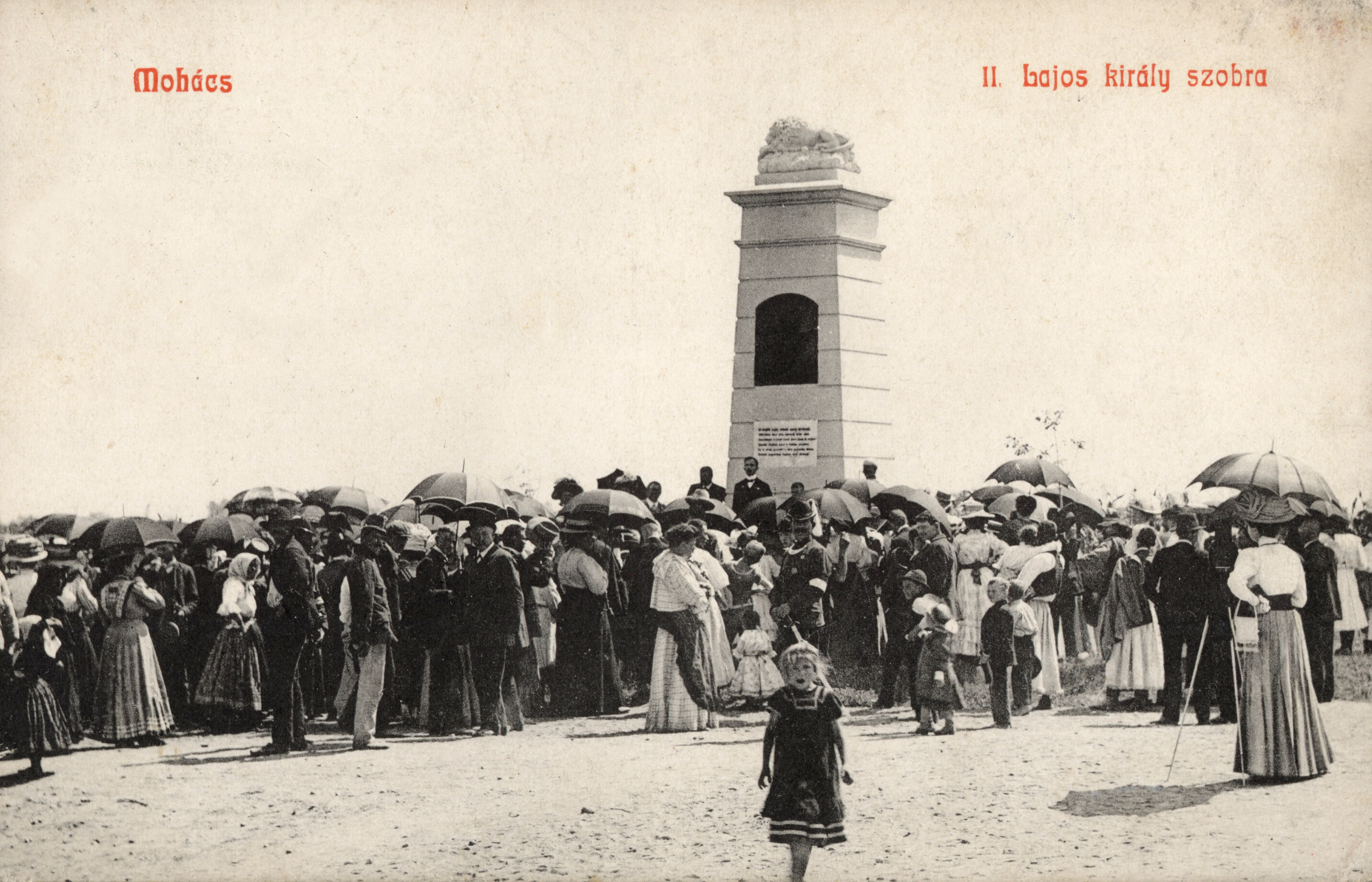
Képeslap a II. Lajos emlékműnél tartott megemlékezésről, 1902-ből

### Török hódoltság
A település határában lezajló 1526. augusztus 29-ei tragikus kimenetelű vereség után a törökök a várost elpusztították.
A törökök csak másfél évtizeddel később tértek vissza Magyarországra. Ekkor a palánkot újjáépítették, és 1543-tól 1566-ig, majd 1570-től a Mohácsi szandzsák központja lett. A török megszállás éveiben, illetve a 18. században érkeztek a városba a szerb, sokác és német betelepülők. A várostól mintegy 20 km-re nyugatra, Nagyharsánynál zajlott Magyarország török alóli felszabadulásának nevezetes eseménye, a II. mohácsi csata.

### Újkor
Mohács 1724-ben mezővárosi városi rangot kapott (utóbb visszaminősítették). A reformkorban tovább erősödött Mohács kereskedelmi jellege. 1832-től a Duna Gőzhajózási Társaság hajói járták a folyót. 1857-ben megépült a Pécs és Mohács közötti 56 km hosszú vasútvonal, amelyen a Pécsett bányászott szenet szállították a Dunára, amit onnan hajókkal vittek tovább.
Az 1848-as forradalom hírét március 17-én egy komáromi kereskedő hozta a „Nádor” hajón.
1868-ban mezővárosi rangját elvesztette, és nagyközséggé fokozták vissza.

### A 20–21. században
A 20. század elején a városban megjelent, majd fokozatosan egyre nagyobb tért hódított a gépipar. Új közintézményeket, polgárházakat, üzletházakat emeltek. 1910-ben a város népessége 17 000 fő volt.
1918 és 1921 között a város szerb megszállás alatt volt, 1921-ben a rövid életű Baranya–bajai Szerb–Magyar Köztársaság része. A trianoni békeszerződés nem sokkal Mohács alatt húzta meg az új határt. Sok szerb elköltözött a városból, de az 1920-as évek közepén a város létszáma ismét elérte a korábbit. Mai városi és járásszékhelyi státuszát 1924-ben nyerte el. 1929-től megyei város. Ekkortájt kezdte meg működését a gimnázium.
Mohácsot 1944. november 26-án foglalta el a Munkás-paraszt Vörös Hadsereg. A Dunán ekkor építettek egy pontonhidat, amit egy hónap múlva elvitt a jég. A folyó nem sokkal később teljesen befagyott, így a szovjetek egy pallóutat építettek a Dunára, ami 1945 januárjában és februárjában működött.
1949-ben a város környékére szándékozták felépíteni a Dunai Vasművet, melyet aztán Jugoszlávia közelsége miatt az akkori Dunapentelére, a későbbi Sztálinvárosba (ma Dunaújváros) költöztettek. 1956-ban a jeges árvíz miatt a szigeti tanyák 80%-a romba dőlt. Ezután alakultak ki a Mohács-szigeti falusias Újmohács és Sárhát települések. Ezután kezdődött a város intenzív iparosítása. Ekkor építették Közép-Európa legnagyobb farostlemezgyárát is. A szocialista időkben a városban több lakótelepet építettek. Kedvező közúti, vasúti és vízi kapcsolatai az ország egyik jelentős kereskedelmi központjává tették. 1983-ig a Mohácsi járás székhelye volt.
A város napjainkban is dinamikusan fejlődik. 2002-ben Hild János-emlékérmet kapott.

## Népesség

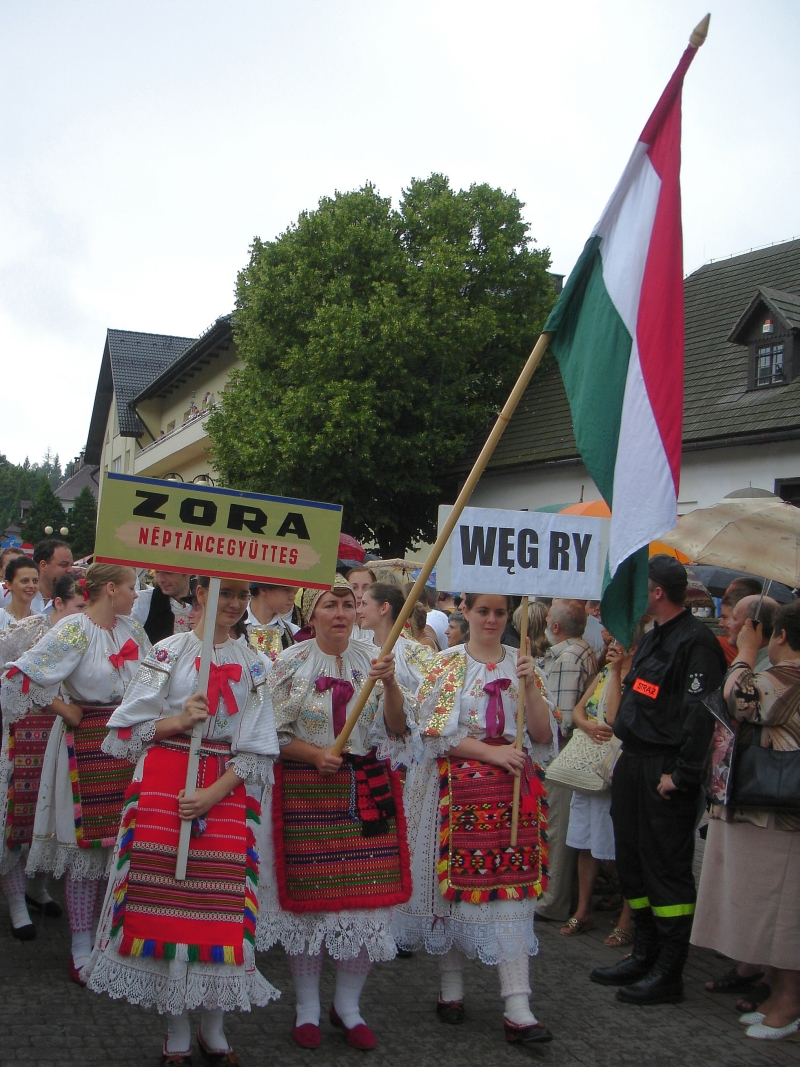
A Zora néptáncegyüttes

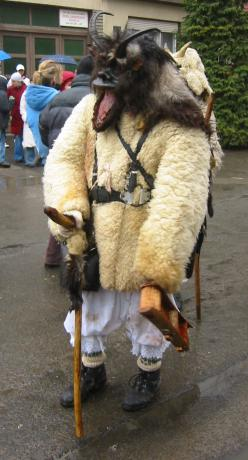
Busó

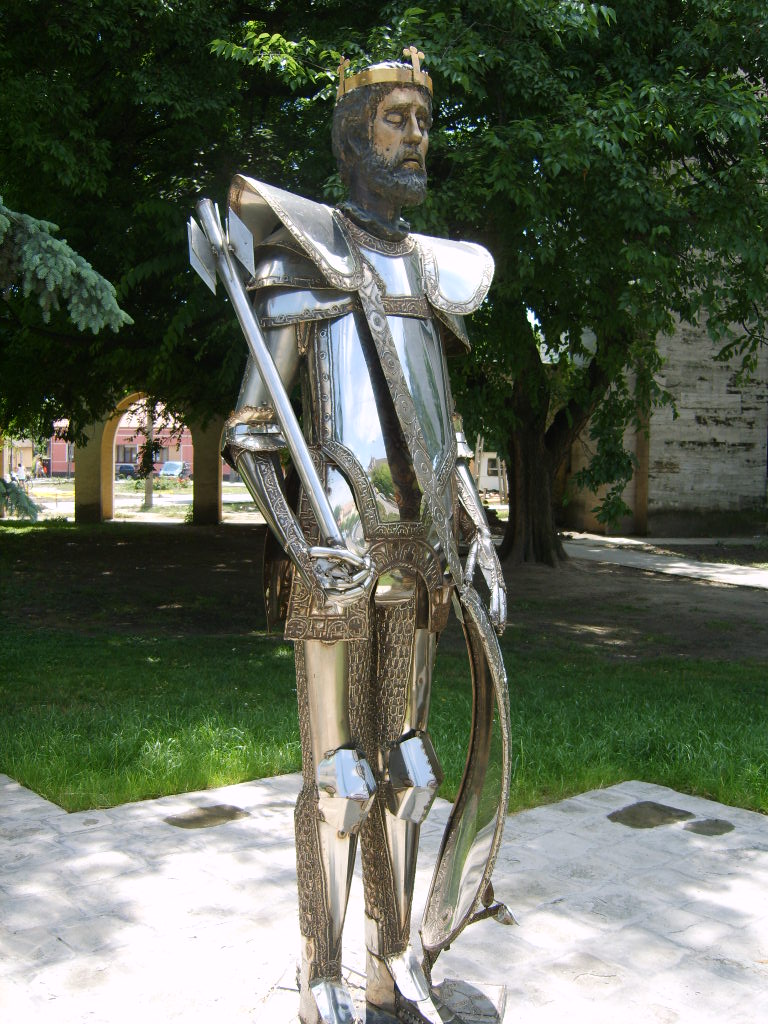
II. Lajos szobra a Fogadalmi templom mellett, a főtéren

A város lakóinak nemzetiségi összetétele 2001-ben: 93% magyar, 9,6% német, 4,7% horvát, 2,4% cigány, 0,6% szerb, 5,9% ismeretlen nemzetiségű vagy nem válaszolt; 2011-ben: 84,2% magyar, 9,7% német, 3,9% horvát, 3,0% cigány, 0,5% szerb, 0,1-0,1% román és szlovák, 15,5% nem válaszolt.
2022-ben a lakosság 85,2%-a vallotta magát magyarnak, 7,5% németnek, 3% horvátnak, 2,3% cigánynak, 0,4% szerbnek, 0,1-0,1% szlováknak és örménynek, 1,9% egyéb, nem hazai nemzetiségűnek (14,5% nem nyilatkozott; a kettős identitások miatt a végösszeg nagyobb lehet 100%-nál). 
A kisebbségek nemzeti identitásának megőrzésében nagy szerepe van az 1988-ban, Darazsácz István vezetésével alakult Zora Táncegyüttesnek. Az együttes repertoárjában macedón, szerb, horvát (bunyevác, sokác, bosnyák) táncok szerepelnek.
A református magyar lakossága egykoron a sárközi népcsoporthoz tartozott, annak népviselete alapján. A szomszédos református magyar falu, Kölked lakosai viszont már a drávaszögiekre jellemző viseletet hordtak.

### Népességváltozás
A lakónépesség alakulása 1990-től [forrás?]
| Év   | Lélekszám |
| ---- | --------- |
| 1990 | 20 326    |
| 1991 | 20 325    |
| 1992 | 20 314    |
| 1993 | 20 120    |
| 1994 | 19 970    |
| 1995 | 20 063    |
| 1996 | 19 916    |
| 1997 | 19 723    |
| 1998 | 19 555    |
| 1999 | 19 445    |

| Év   | Lélekszám |
| ---- | --------- |
| 2000 | 19 453    |
| 2001 | 19 181    |
| 2002 | 19 085    |
| 2003 | 19 049    |
| 2004 | 19 054    |
| 2005 | 19 033    |
| 2006 | 18 945    |
| 2007 | 19 044    |
| 2008 | 19 035    |
| 2009 | 19 129    |

| Év   | Lélekszám |
| ---- | --------- |
| 2010 | 18 993    |
| 2011 | 18 000    |
| 2012 | 17 811    |
| 2013 | 17 738    |
| 2014 | 17 612    |
| 2015 | 17 433    |
| 2016 | 17 355    |
| 2017 | 17 278    |
| 2018 | 17 143    |
| 2019 | 17 089    |

| Év   | Lélekszám |
| ---- | --------- |
| 2020 | 17 025    |
| 2021 | 17 575    |
| 2022 | 17 442    |
| 2023 | 17 315    |
| 2024 | 17 200    |

### Vallás
A helység lakóinak vallási összetétele 2001-ben:
- római katolikus: 74,8%; elérhetőség: 
- református: 6,2%;
- evangélikus: 1,0%;
- görögkatolikus: 0,3%;
- más egyházhoz, felekezethez tartozik: 0,7%;
- nem tartozik egyházhoz, felekezethez: 7,8%;
- ismeretlen, nem válaszolt: 9,0%.
2022-ben vallása szerint 40,8%-nyi mohácsi volt római katolikus, 3,9% református, 0,7% evangélikus, 0,3% görög katolikus, 0,1% ortodox, 1,1% egyéb keresztény, 1,4% egyéb katolikus, 9,8% felekezeten kívüli (41,9% nem válaszolt).

#### Templomok
- Fogadalmi templom (római katolikus)
- Belvárosi plébániatemplom(wd) (Szent Mihály-templom; római katolikus)
- Ferences templom(wd) (Szent István-templom, zárdatemplom; római katolikus)
- Püspöki templom(wd) (Szent Kereszt-templom; római katolikus)
- Református templom(wd)
- Deák téri evangélikus templom
- Szerb ortodox templom(wd)
- Szent Rókus-kápolna
- Gizella-kápolna

## Közélete

### Polgármesterei
| Időszak   | Polgármester    | Párt                          |
| --------- | --------------- | ----------------------------- |
| 1990–1994 | Kuti István     | SZDSZ                         |
| 1994–1998 | Kuti István     | KDNP-MDF-Nagycsaládosok       |
| 1998–2002 | Szekó József    | Fidesz-FKgP-KDNP-MDF-MKDSZ-LU |
| 2002–2006 | Szekó József    | Fidesz-MKDSZ                  |
| 2006–2010 | Szekó József    | Fidesz-KDNP                   |
| 2010–2014 | Szekó József    | Fidesz-KDNP                   |
| 2014–2019 | Szekó József    | Fidesz-KDNP                   |
| 2019–2020 | Csorbai Ferenc  | MSZP                          |
| 2020–2024 | Pávkovics Gábor | Fidesz-KDNP                   |
| 2024–     | Pávkovics Gábor | Fidesz-KDNP                   |

Mohács rendszerváltás utáni második polgármesterét, Szekó Józsefet öt ízben is megválasztották a város vezetőjének, de utolsó városvezetői mandátumát nem tudta teljesen kitölteni, mert alig két héttel a 2019. október 13-i önkormányzati választás előtt elhunyt. A polgármesterséget így az ellenfél nélkül induló Csorbai Ferenc (MSZP) nyerte el, bár a szavazók több mint kétharmada érvénytelenül szavazott, hogy így fejezzék ki: nem Csorbait szerették volna polgármesternek. A városi közgyűlés azonban 2020. július 6-án egyhangúlag feloszlatta magát, s az emiatt szükségessé vált időközi önkormányzati választáson – amit 2020. szeptember 27-én tartottak – Csorbai alulmaradt két kihívója egyikével, a kormánypártok által támogatott Pávkovics Gáborral szemben.

### A 2024-es önkormányzati választás eredménye
- A polgármester-választás eredménye[25]

| Jelölt neve        | Jelölő szervezet(ek) | Jelölő szervezet(ek)   | Szavazatok száma | Szavazatok aránya |
| ------------------ | -------------------- | ---------------------- | ---------------- | ----------------- |
| Pávkovics Gábor    |                      | Fidesz – KDNP          | 4480             | 54,88%            |
| Dr. Szigeti József |                      | VAN Közéleti Egyesület | 2892             | 35,43%            |
| Göb Judit          |                      | DK                     | 414              | 5,07%             |
| Bernáth Csilla     |                      | Mi Hazánk              | 377              | 4,62%             |
| Összesen           |                      |                        | 8163             | 100%              |

- A képviselőtestület-választás eredménye[26]

| Párt | Párt                   | Mandátumok | Képviselő-testület | Képviselő-testület | Képviselő-testület | Képviselő-testület | Képviselő-testület | Képviselő-testület | Képviselő-testület | Képviselő-testület | Képviselő-testület | Képviselő-testület | Képviselő-testület | Képviselő-testület | Képviselő-testület |
| ---- | ---------------------- | ---------- | ------------------ | ------------------ | ------------------ | ------------------ | ------------------ | ------------------ | ------------------ | ------------------ | ------------------ | ------------------ | ------------------ | ------------------ | ------------------ |
|      | Fidesz – KDNP          | 10         | P                  |                    |                    |                    |                    |                    |                    |                    |                    |                    |                    |                    |                    |
|      | VAN Közéleti Egyesület | 3          |                    |                    |                    |                    |                    |                    |                    |                    |                    |                    |                    |                    |                    |

## Gazdaság
Mohács környékét kitűnő minőségű talajok borítják, amelyek kiválóak mezőgazdasági termelésre. A szántóföldeken főleg búzát és kukoricát termesztenek.
A mohácsi kézműipar alapját a város mezőgazdasági termelése, forgalmi helyzete, virágzó kereskedelme teremtette meg. A céhes ipart korán kiszorította a gyáripar, hamarabb, mint az ország sok más, hasonló méretű városában. A város legnagyobb ipari üzeme, a farostlemezgyár az ártéri erdők faanyagát dolgozza föl, termékeit exportálják. Az üzem 2006–2007 során jelentős modernizáláson esett át és Kronospan MOFA Rt. néven folytatja tevékenységét. A város ipari szerkezetében a könnyűipar van túlsúlyban.
A város nagyobb üzemei:
- Kronospan-Mofa Hungary Farostlemezgyártó Kft.,
- áruforgalmi és határ-ellenőrzési kikötő,
- malom,
- Le Bélier Mohács Formaöntöde és Fémárugyártó Kft. (könnyűfémöntöde),
- MCS Vágóhíd Zrt. (húsfeldolgozás és -tartósítás),
- Margittasziget-92 Kft. (gabonatermesztés).
- Mohácsi Vasöntöde(wd)

## Közlekedés

### Közúti közlekedés
A város legfontosabb közúti megközelítési útvonala az 56-os főút, amely Szekszárd térségétől vezet a horvát határig, ezen érhető el az ország északabbi részei irányából (Budapestről a 6-os, majd az 56-os főúton közelíthető meg, mintegy 190 kilométer utazással), míg Baranya vármegye székhelyével, a nagyjából 40 kilométerre fekvő Péccsel az 57-es főút köti össze. A két főút korábban a városközpont közelében találkozott, ma már az 56-os nyugat felől elkerüli Mohács központját, régi nyomvonala az 5121-es útszámozást viseli.
A környező települések közül Nagybaracskával az 5107-es, Kölkeddel az 5117-es, Homorúddal az 5151-es, Somberekkel az 5606-os, Székelyszabarral pedig az 5607-es út köti össze.
A közúti közlekedés szempontjából kedvező, hogy 2010-re elkészült az M6-os autópálya itteni szakasza, ami a várostól mindössze 10 kilométerre halad el.
A tervek szerint 2024-ben indul a mohácsi Duna-híd és a kapcsolódó úthálózat építése.

### Vasúti közlekedés
A várost a Villány–Magyarbóly-vasútvonalon lehet megközelíteni, amely 1857-ben készült el Mohács és Pécs között, és akkor a mai Magyarország második személyszállítási vasútvonala lett. 2007-ben, az átadás 150. évfordulóján gőzvonat szállította az utasokat Pécstől Mohácsig. A város területén a vonalnak két megállási pontja van: Mohács vasútállomás és a várostól nyugatra Középmező megállóhely A személyforgalom Mohács és Villány között igen gyér, ezért nincs kizárva a szakasz személyforgalmának jövőbeni leállítása.

### Vízi közlekedés

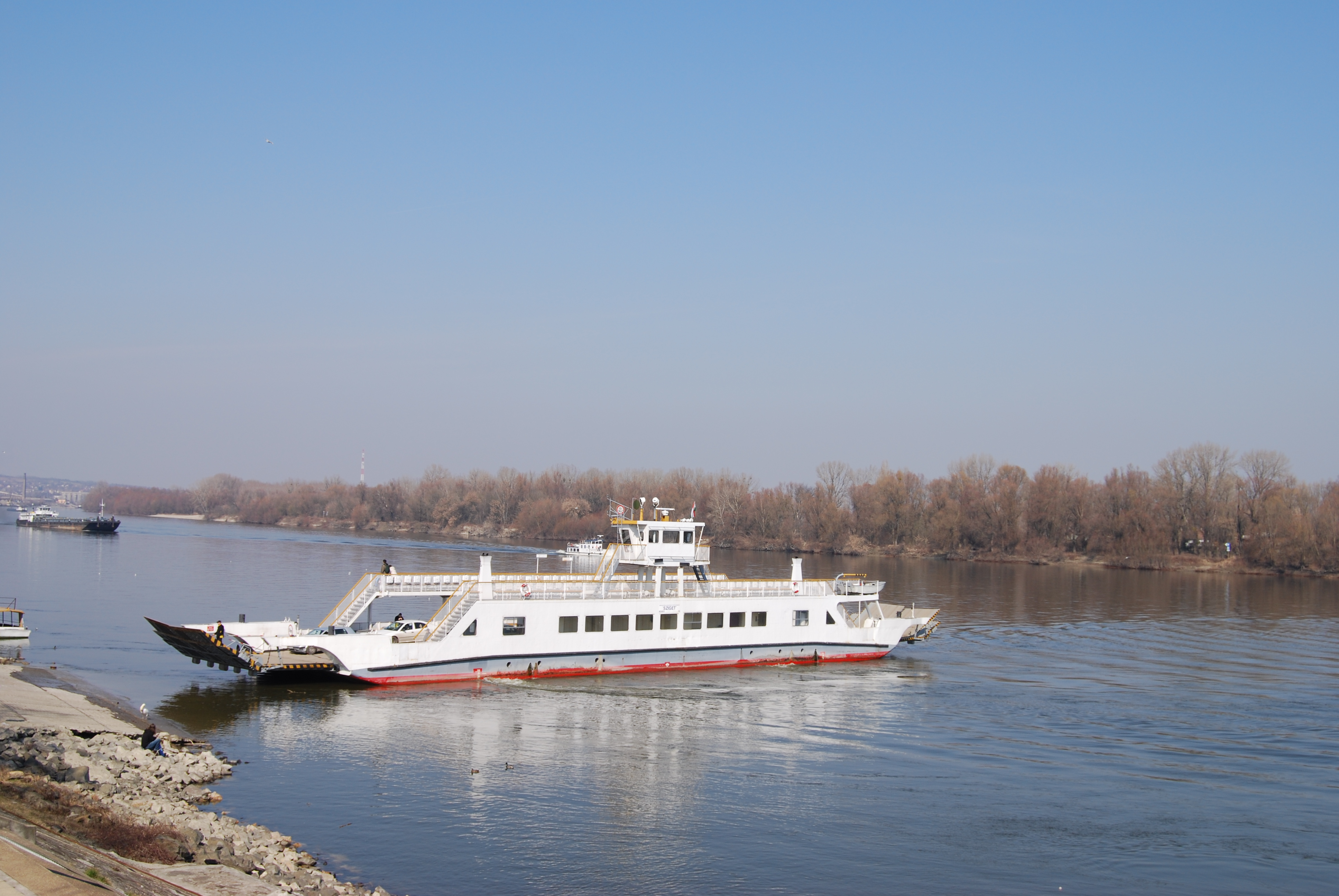
A mohácsi komp

A város és Újmohács között már régóta jár a mohácsi komp fél óránként. 2007 októberében adták át a mohácsi határkikötőt, mely az Európai Unió egyetlen folyami határkikötője. 340 méter hosszú partszakasz, valamint iparvágány is tartozik hozzá. Az építkezés összesen hárommilliárd forintba került. A nagyrészt EU-s támogatású beruházással a határkikötő Bécsből Mohácsra helyeződött át, így a vámbevételek 25%-a Magyarországon marad. A létesítmény az 56-os főút mellett fekszik.

## Kultúra
2004 óta működik a belvárosban, a Széchenyi tér 16. alatt a Széchenyi Ifjúsági Centrum. A modern épület, minden korszerű infrastruktúrával rendelkezik, ami sokféle rendezvény megvalósítására teszi alkalmassá. Földszinti nagy aulája, amely a közvetlen főbejáratból nyílik, alkalmas 200-300 fős konferenciák, lakodalmak, bálok, fogadások, diszkók, kiállítások rendezésére. Igény esetén összenyitható a parkettás tornateremmel, mellyel variálhatóak a funkciók.
Ugyaninnen nyílik az ebédlő, amely 60 fő étkeztetésére optimális – kiváló családi estek, bankettek, kisebb partik, fogadások számára, tálalóval és konyhával. A teljes konform érdekében kávézó is üzemel a földszinten.
Az emeleti termek 30-60-80 fős oktatásokra, termékbemutatókra ideálisak és van két tükrös, balettkorlátos táncterem is. Az informatika terem szolgáltatásaival minden nap várja az érdeklődőket. A második emeleti ifjúsági klubhelyiség, kiváló kuckó a gyerekek számára.
Állandó kiállítás az emeleti tükörteremben: „Péntek volt és 23” – a határsávból a Hortobágyra elhurcoltak története, 1950-ből. Időszakos kiállítások az emeleti folyosó galérián, főleg fiatal/debütáló alkotók anyagaiból.
Innovatív programjaival beépült a városi kulturális közéletbe. Rendszeres helyszíne közismereti előadásoknak, kisebb műsoros esteknek, koncerteknek, ünnepélyeknek, előadói esteknek és konferenciáknak.

### Könyvtárak
- Mohácsi Jenő Könyvtár

### Rendezvények
- A mohácsi busójárás
- Nepomuki Szent János ünnepség
- Szent Miklós-malomnap a mohácsi vízimalomnál
- Mohácsi Tamburafesztivál
- Hal- és sörfesztivál
- Dunai mosás
- Nemzetközi Néptáncfesztivál
- Mohácsi Sokácok Babfőző Fesztiválja
- Szüreti és Borfesztivál
- Mohácsi csata ünnepségsorozat
- Mohácsi disznótoros és pálinkafesztivál

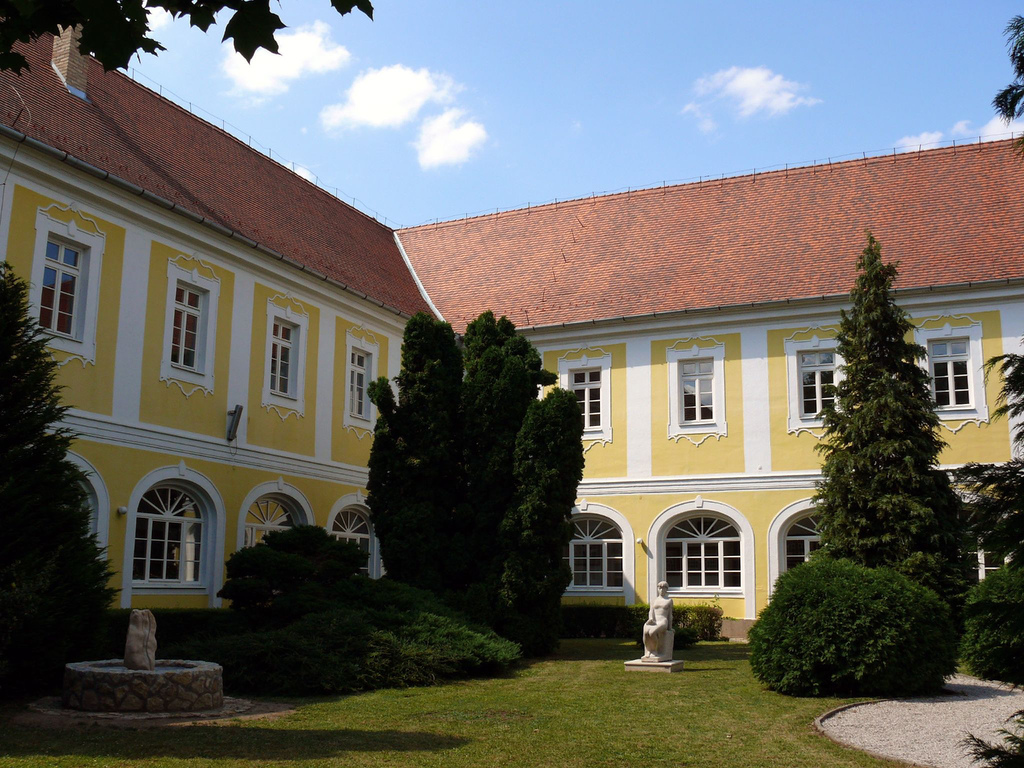
A Kisfaludy Károly Gimnázium belső udvara

## Oktatás
A városban 8 óvoda és 5 általános iskola működik, emellett 2 középiskolával is rendelkezik.

### Középiskolák
- Kisfaludy Károly Gimnázium
- Baranya Vármegyei SZC Mohácsi Radnóti Miklós Technikum és Szakképző Iskola[29]

### Általános iskolák
- Széchenyi István ÁMK Általános Iskola
- Brodarics István Általános Iskola
- Park Utcai Katolikus Általános Iskola
- Boldog Gizella Katolikus Általános Iskola
- Völgyesi Jenő Általános Iskola

### Óvodák
- Rókus utcai óvoda
- Brodarics István óvoda
- Park utcai óvoda
- Szent Ferenc Katolikus Óvoda
- Eötvös utcai óvoda
- Völgyesi Jenő óvoda
- Szőlőhegyi óvoda

### Művészeti iskolák
- Szederinda Alapfokú Művészeti Iskola
- Schneider Lajos Alapfokú Művészeti Iskola
- Kolping Alapfokú Művészeti Iskola

### Bölcsőde
- Dózsa György utcai Bölcsőde (megszűnt 2023-ban)
- Mohács Városi Bölcsőde, 7700 Mohács, Deák tér 7.

## Építészet és látnivalók

### Széchenyi tér

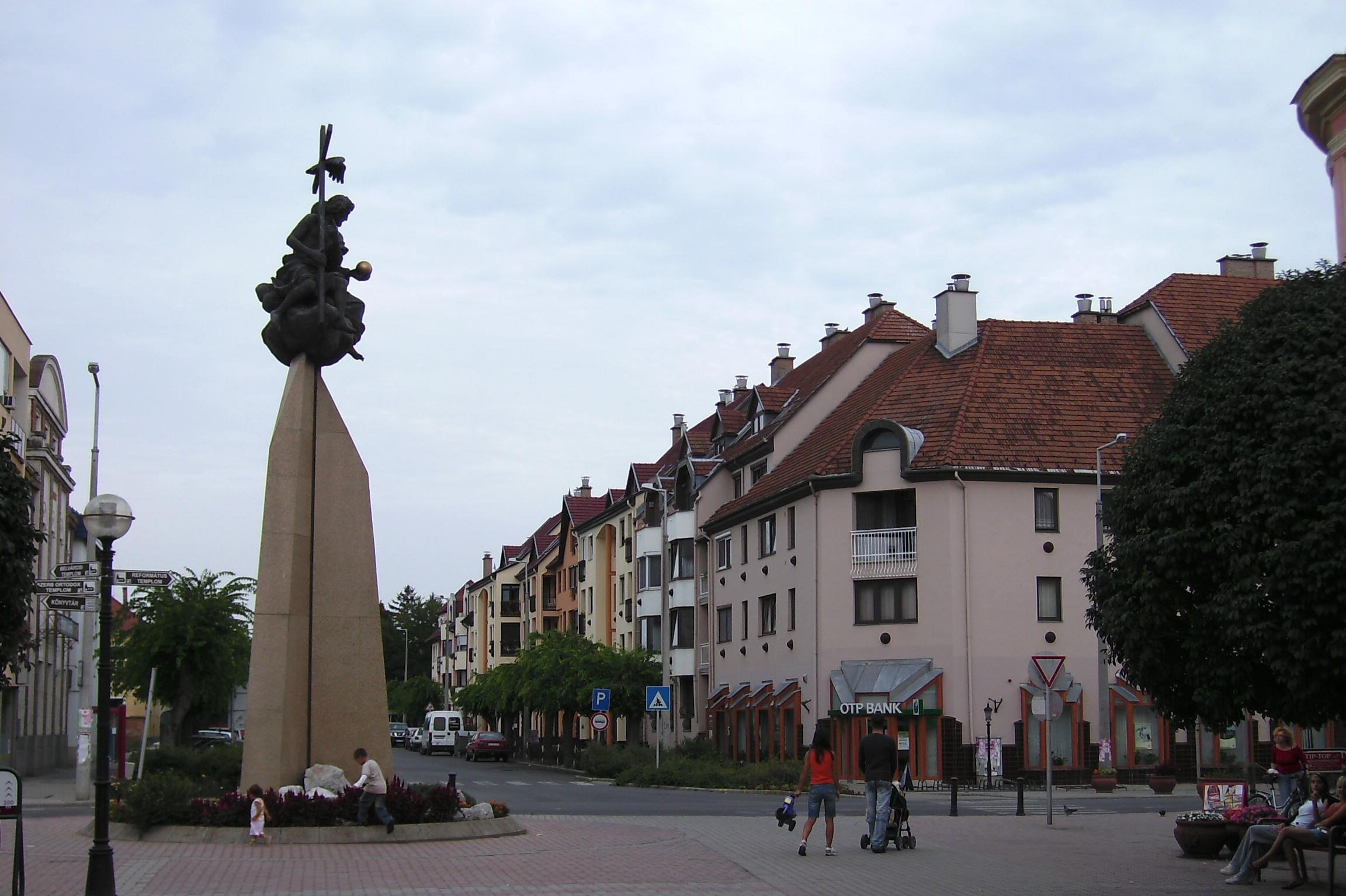
A Szentháromság tér

A város legszebb és legfontosabb tere a Széchenyi tér, amely mai formáját 1896 és 1940 között nyerte el. A hely környékét 2007-ben uniós forrásból felújították. Uralkodó épülete a Fogadalmi templom. Jobbra tőle a Széchenyi István Általános Iskola, balra Városháza épülete található. Ezek fogják közre a tér két sarkában lévő polgármesteri hivatali B épületet és az Ifjúsági Centrumot.

#### Fogadalmi templom
A tér legmeghatározóbb épülete a Fogadalmi templom. Alapkövét 1926-ban helyezte el Zichy Gyula kalocsai érsek, a mohácsi csata 400. évfordulójának emlékére. A bizánci stílusú templomot Árkay Bertalan budapesti műépítész tervezte. Az épület alapjába 3000 magyar község, 52 város és 25 megyeháza udvarából való egy kilogramm emlékföldet helyeztek el. A kupola 30 méter magas és 20 méter a szélessége, az 1227 négyzetméter alapterületű templomban 3600 ember fér el egyszerre. 1940. augusztus 29-én szentelte fel Virág Ferenc pécsi püspök. Védőszentje a Magyarok Nagyasszonya.

#### Városháza

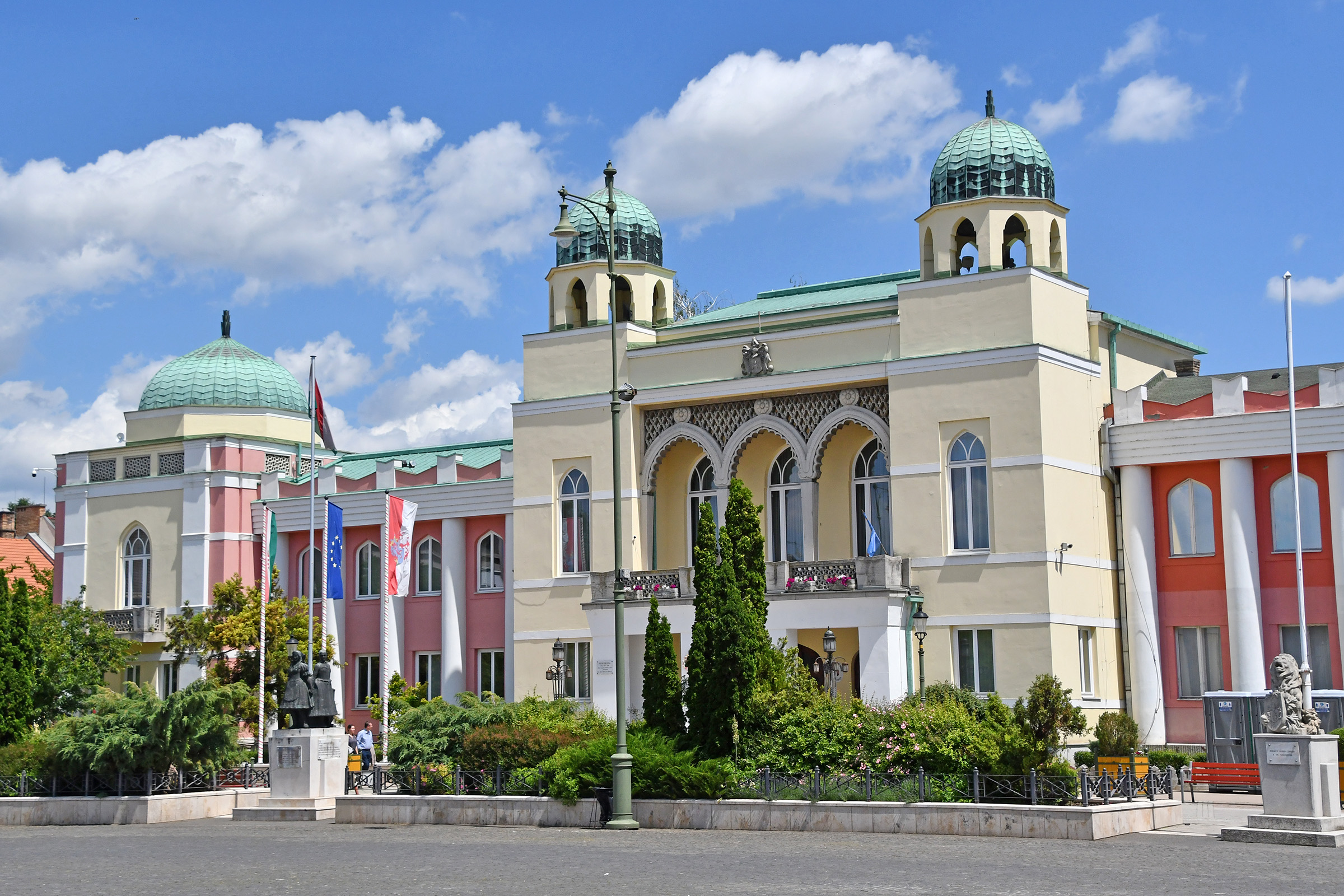
A mohácsi városháza

A Széchenyi tér keleti oldalán álló impozáns épületet Árkay Aladár tervezte, az építkezés 1924-től 1926-ig tartott. Az építmény magyaros stílusban épült. Keleties elemekkel is rendelkezik, mint a sarok- és toronykupolás homlokzat. A lépcsőházban Pleidell János festményei láthatók. A festett üvegablakokat Kocsis Imre készítette 1984-ben. Az emeleten a felvezető lépcsőkkel szemben a díszterem található. A díszterem kiképzése, stukkós famennyezete keleties hangulatú. A teremben található Bán István gobelinje a busók dunai átkelését ábrázolja. A mű számos hazai és a Brüsszeli Világkiállításon is díjat nyert. 
Az önkormányzat egykori B épületében – amit Möller Károly tervezett és 1928-ban adták át – ma kormányablak működik.

#### Széchenyi István Általános Iskola
A Széchenyi tér nyugati oldalán található épület 1896–1897-ben épült polgári iskolának. Az ottani oktatást elsősorban a város jómódú polgárrétege vette igénybe. Baumgarten Sándor minisztériumi építészmérnök tervezte, kivitelezését a mohácsi vállalkozók végezték.

#### A három leány szobra / Mohácsi országzászló

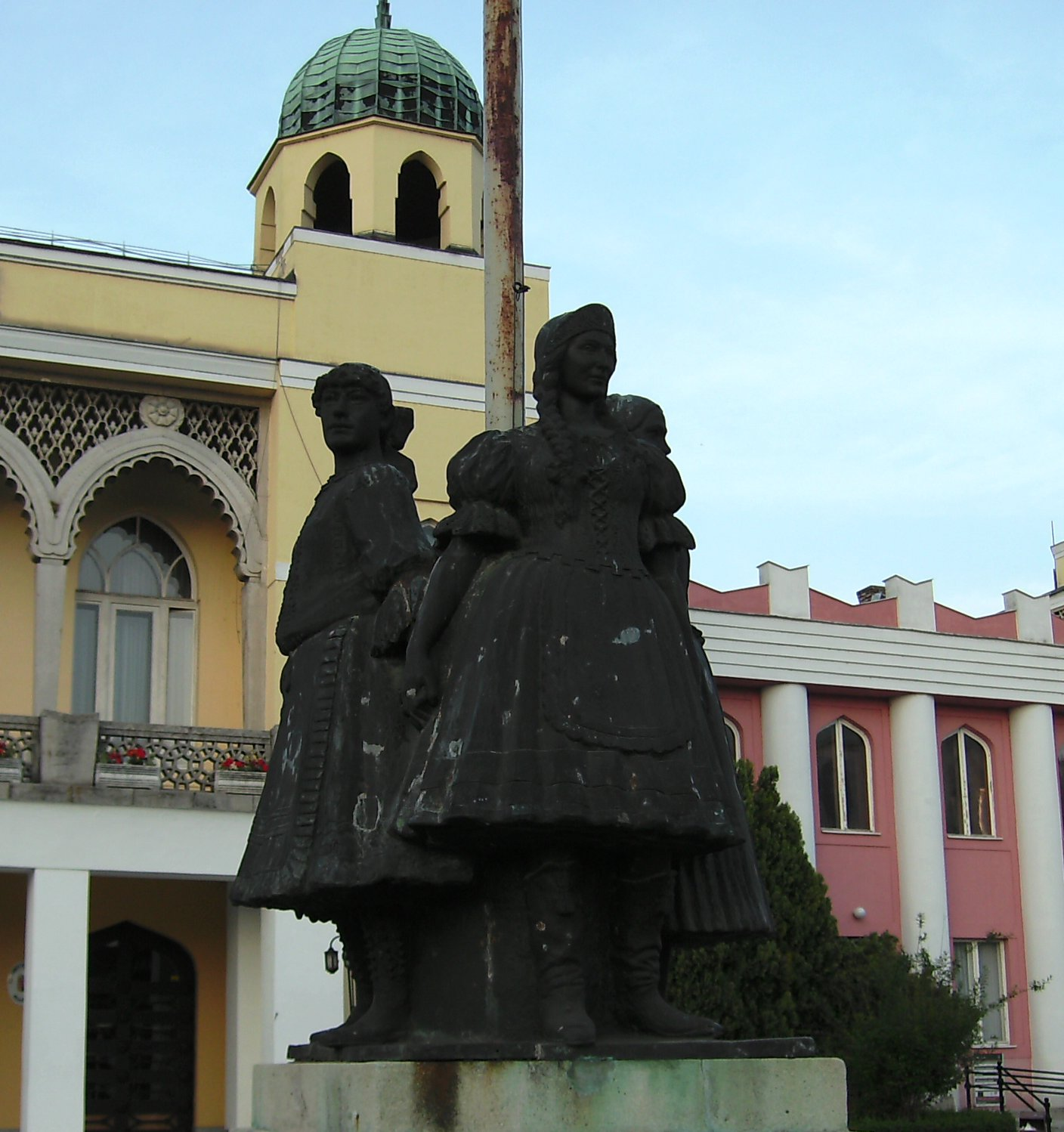
A három leány szobra

Az 1932. augusztus 28-án felavatott szoborcsoport, amelyet Martinelli Jenő szobrászművész tervezett, a szerb megszállás alóli felszabadulás emlékére épült, valamint ez lehetett az első vidéki országzászló is.
A magyar, a sváb és a sokác népviseletbe öltözött lányok szoborcsoportja a város három meghatározó nemzetiségének barátságát szimbolizálja, valamint a trianoni békeszerződés traumájára figyelmeztetett. Az összefogást az is erősítette még, hogy egy sokác és egy sváb leány szoboralakja támasztotta a magyar középcímert. A szoborcsoport a Széchenyi tér keleti oldalán, a városháza előtt áll. Az emlékmű nyugati oldalán Lessingtől egy idézet olvasható:
Nyújtsatok itt kezet egymásnak, / jöjjetek! / Hadd tartsa meg mindnyája az ő / szokását, hadd vélje anyját szebbnek / mindenkinél, hadd járjon azután a / nyelvetek ezerfelé. A szívnek / csakis egy nyelve van közöttünk.
Az országzászló fontos szerepet játszott a város életében, mivel itt tartották a cserkészavatásokat, a tanévnyitó-ünnepségeket. Sok rendezvény – a Fogadalmi templom fontos szerepe miatt – a Széchenyi térről indult.

### Mohácsi Nemzeti Emlékhely

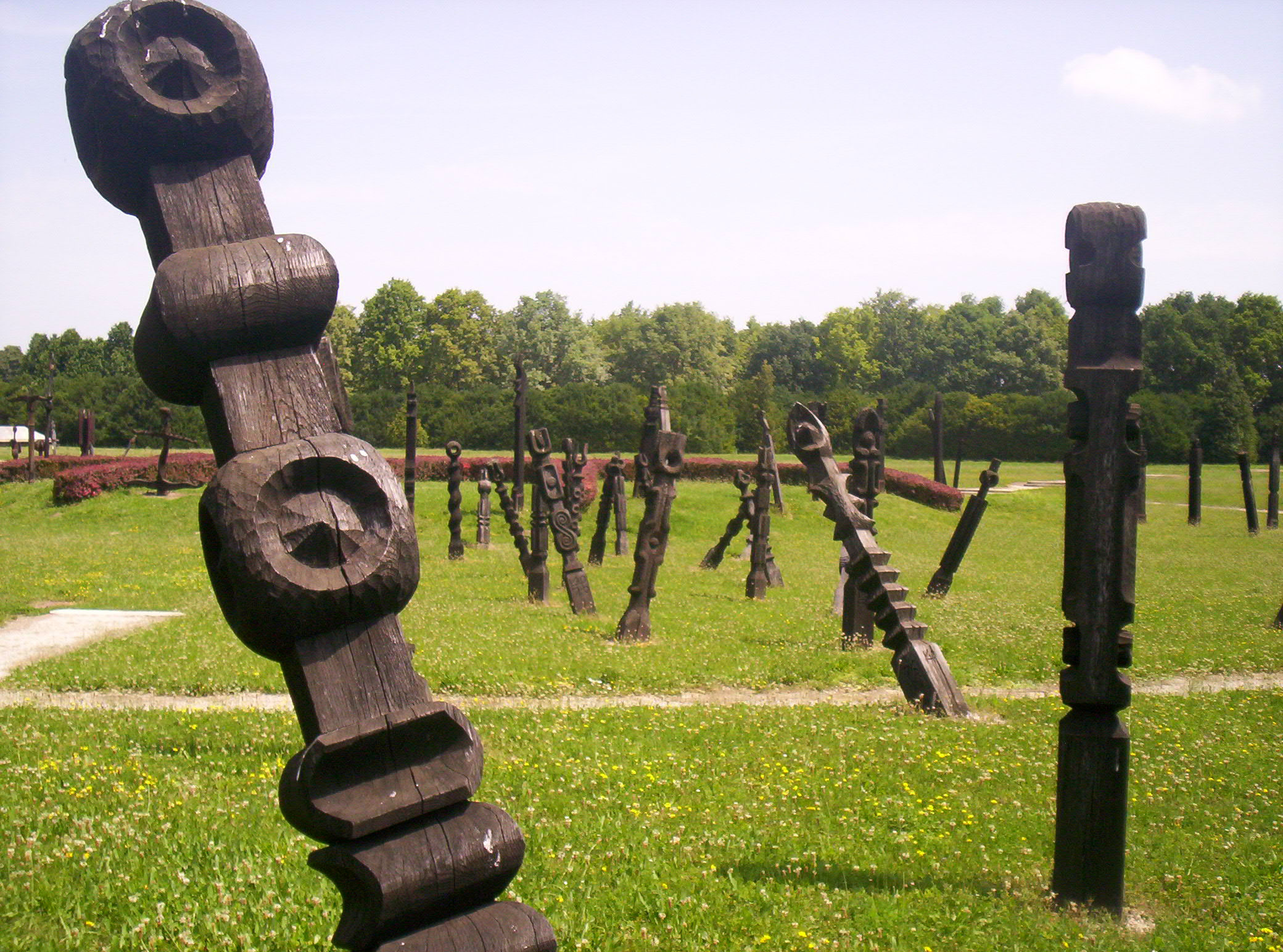
Mohácsi Nemzeti Emlékhely

1526. augusztus 29-én Mohács határában vívtak sorsdöntő csatát a magyar seregek I. Szulejmán oszmán szultán török hadaival. Mindössze másfél óra leforgása alatt tizennégyezer magyar katona esett el, a középkori Magyarország elveszítette királyát, szenvedett végzetes vereséget és hullott részeire. A mohácsi csata első két tömegsírja dr. Papp László régész munkásságának köszönhetően került napvilágra 1960-ban. A város ettől kezdődően támogatta az emlékhely létesítését, ám a hatvanas években megélénkült viták és szélsőséges vélemények nem kedveztek a gondolat kibontakozásának. A tényleges építési munkák csupán 1975 őszén kezdődhettek meg, amikor újabb három tömegsír került elő. 1976. augusztus 29-én, a mohácsi csata 450. évfordulóján tízezer ember jelenlétében került sor az emlékhely felavatására (Mohács központjától délre, Sátorhely község közigazgatási területén, a mai 5702-es út mellett). Az emlékhely 2011-ben jelentős megújuláson esett át, ekkor avatták fel az új, Szent Koronát mintázó fogadóépületet. A létesítmény 2012 óta hivatalosan a Nemzeti Emlékhely rangot viseli.
Az emlékhely gótikus ívű, majd az ív közepén megtörő kapuja szimbolizálja a törést, mely az ország fejlődésében a csatavesztés eredményeként bekövetkezett. Pölöskei József ötvösművész bronzból készült alkotása 14 000 csontra emlékeztető alkotóelemből áll, ami a csata és a környékbeli települések hasonló számú keresztény áldozatának művészi megjelenítése. A Vadász György által tervezett, impozáns megjelenésű fogadóépületbe Bencsik István szobrászművész Térképkő című alkotása mellett elhaladva léphetünk be. A föld alatti szinten kiállítótér kapott helyet, ahol a csatával kapcsolatos bemutató tekinthető meg. A kiállítás egyszerre hagyományos és formabontó, a régészeti leletek és a magyar, valamint török történelmi források együttes bemutatása során a látogatók számára kézzel fogható valósággá, átélhető történeti élménnyé válik a mohácsi csata. Az ismeretanyagot három különböző, HD-minőségben vetítésre kerülő film mutatja be, melyek igazodnak a látogatók életkorához, szakmai felkészültségéhez: külön film készült az óvodás korosztálynak, az iskolásoknak és a felnőtteknek, továbbá a történelemmel foglalkozó szakemberek számára. Az épület első emeletén tárgyaló és mini kiállítótér kapott helyet. A legfelső, kupolaszint időszaki tárlatok helyszíne, valamint itt található a kávézó és az étterem. A nagy üvegablakok mögül lehetőség nyílik a virágot mintázó sírkert „madártávlatból” történő megszemlélésére.
A fogadóépület és a sírkert között található, földbe süllyesztett átriumos építmény Vadász György alkotása. Hangulata a török időkben elpusztult kolostorok emlékét idézi, a közepén álló kút, a fehér kőrózsa – Illés Gyula szobrászművész munkája –, mint egy meghasadt virág, az ország három részre szakadását szimbolizálja, s hazánkért hullatja könnyeit. A falakon elhelyezett vészterhes hangulatú tablókon a csatát megidéző költemények olvashatók. Néhány lépcsőfok csupán innen, s kibontja előttünk szirmait az emlékezés, a remény virága. A 14 000 tiszafával, valamint egy mogyorófa-ligettel szegélyezett emlékpark immár teljes mivoltában tárul elénk.
A szimbólumok sokaságát rejtő sírkertet a Kárpát-medencében őshonos növényekből álló erdő veszi körül. Az erdő egy ponton megtörik, délnyugaton fenyegető tőrként hasít belé a feketefenyőkből ültetett ék, mely a végzetes török támadást jelképezi. Az emlékhelyen vezető sétányok szintén jelképes mondanivalóval rendelkeznek: a koncentrikus köröket formáló, önmagukba visszatérő utak a park, és egyben a mohácsi kálvária körüljárását teszik lehetővé a látogatók számára, feloldozást, megoldást nem rejt magában. A tömegsírok között II. Lajos magyar király, Szulejmán szultán, Tomori Pál, Kanizsai Dorottya, és sok-sok névtelen vitéz fából kifaragott sírjeleit láthatjuk – Kő Pál, Kiss Sándor, Király József és ifj. Szabó István alkotásait. Láthatjuk a Regős szélhárfáját, az angyalszárnyú Mária királynét, csatabárdokat, buzogányokat, kiegyenesített kaszákat, és a csatában elpusztult lovakat megidéző lófigurákat. A sötétbarna faragások sűrűjében állva szinte hallani a csata zaját, a lovak patájának dübörgését.
A Mohácsi Nemzeti Emlékhely weboldala
A csata emlékezetére írta Kisfaludy Károly Mohács című versében:
Hősvértől pirosult gyásztér, sóhajtva köszöntlek,
…virúlj, gyásztér! a béke malasztos ölében,
Nemzeti nagylétünk hajdani sírja Mohács!
(Mohács – részlet)

### Szent Miklós vízimalom
A 14. századból származó, mai formájában 18. századi mohácsi vízimalmot 2008–2009-ben újították fel. A város eme egyedülálló ipartörténeti műemléke gazdag őrlés- és malomtörténeti kiállítással várja a látogatóit. Az épületben 2009-ben erdélyi mesterek építettek középkori technológiájú malomszerkezetet.

### Szentháromság-szobor
A Szabadság utca, a Jókai utca és a Szentháromság utca találkozásánál álló, Mohács fennállásának 900. évfordulójának alkalmából felállított Szentháromság-szobrot Trischler Ferenc készítette bronzból, ami egy már nem létező emlékmű újbóli megépítése, amely körül volt egykoron Mohács első körforgalma. Az itt álló egykori Korona Szálló Pilch Andor tervezte épületét az 1990-es évek óta üzletek, éttermek és irodák foglalják el.

### Duna-part

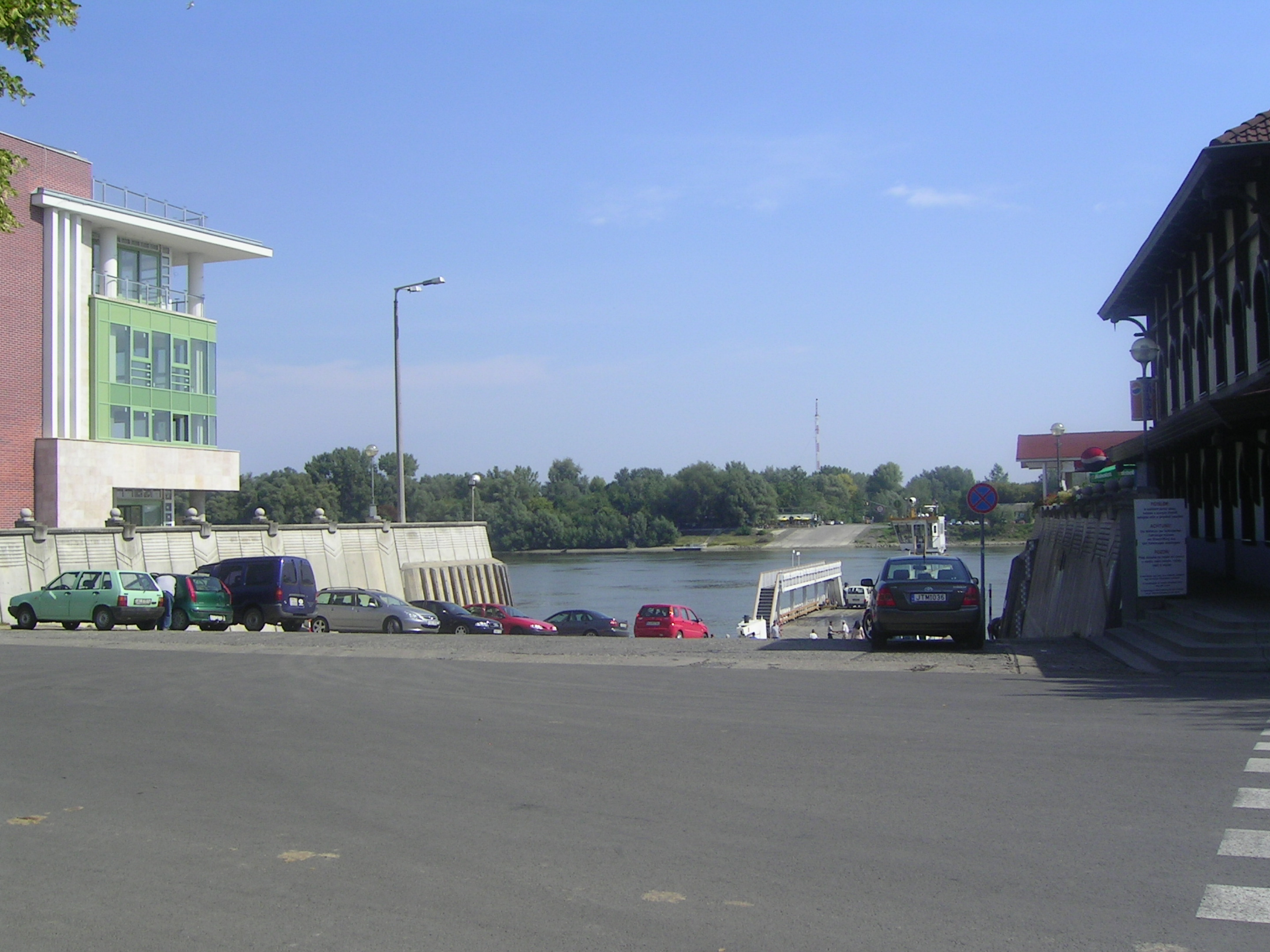
A mohácsi révátkelő

Mohácsot komp köti össze a Mohácsi-szigeten fekvő Újmohács városrésszel. A komp mohácsi állomása mellett található a Szent János hotel (a valamikori Csele hotel), valamint a nem messze lévő Nepomuki Szent János szobra. A Duna-parton áll a határőrség, a vám és vízirendőrség közös épülete.
A belvárosban, ugyancsak a Duna partján álló, ma is működő selyemgyár 1902 és 1905 között épült.

### Szepessy park és környéke

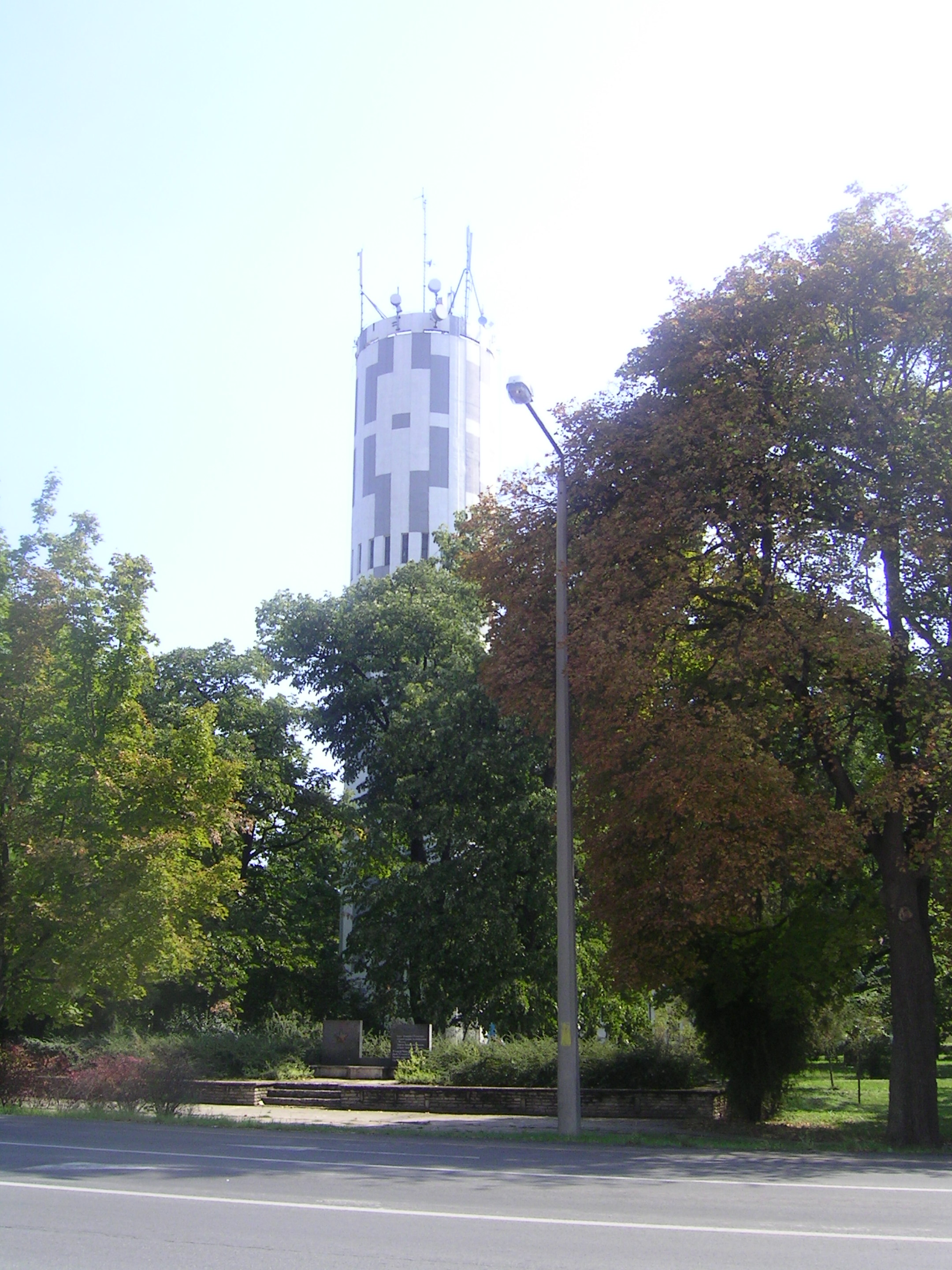
A mohácsi víztorony és a Szepessy park 2019-es felújítás előtt

A Szepessy park a város legnagyobb parkja. A park közepén áll a szocreál stílusú víztorony, amit 1969-ben építettek. A park mentén található a Kisfaludy Károly Gimnázium és a Radnóti Miklós Szakközépiskola és Szakiskola, valamint a Püspök templom.
A Kisfaludy Károly nevét viselő intézmény régebben a pécsi püspökök nyaralója volt. A gimnázium mai formáját a 18. században nyerte el. A főbejárat fölött Berényi Zsigmond püspök hatalmas kőcímere látható. 1935 óta folyik oktatás az intézményben. Az udvarban baloldalt található Kisfaludy Károly mellszobra, 1985-ben helyeztek el a gimnáziumban.
Mohács egyik legszebb barokk épületét, a püspöktemplomot 1743-ban szentelte fel Berényi Zsigmond. A nyugati oldalon lévő torony ékessége a kapuportál. Az egyhajós templom félköríves szentéllyel záródik. A főoltár festményei mérsékelt érzelmeket tükröznek. A főoltárkép a Megváltót ábrázolja. Ismeretlen alkotója kevés barokk elemmel készítette művét. Emellett figyelmet érdemel még az aranyozott díszítésű szószék. A templom körül fallal bekerített temető volt régebben.

### A hősök parkja

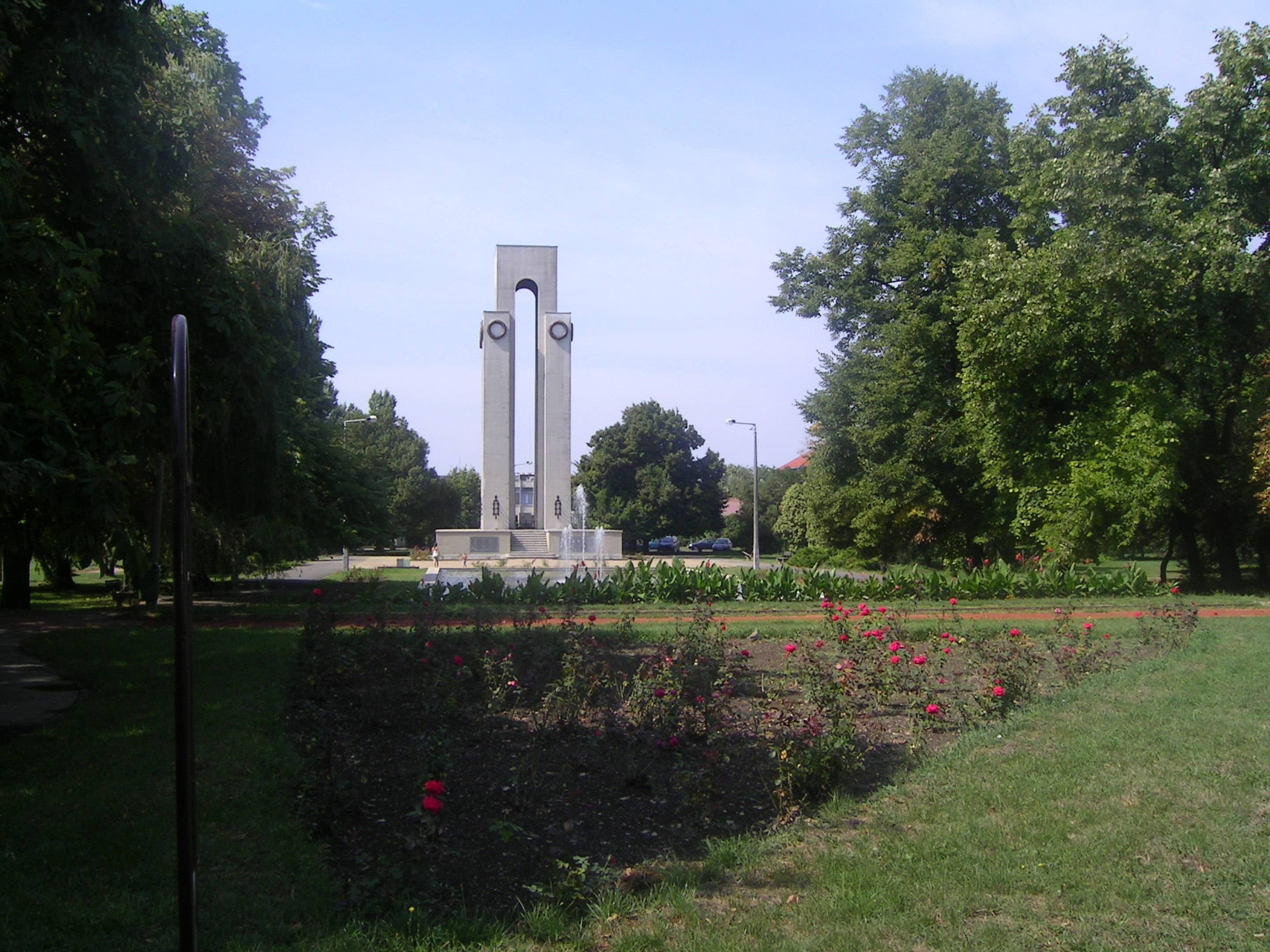
A Hősök parkja és a II. világháborús emlékmű felújítás előtt

A Mohács központjában fekvő park a belváros szélén fekszik, melyben helyet kapott a két világháború halottainak emlékműve, egy szökőkúttal díszített vízmedence, valamint rengeteg virág és fa. A park mellett van a mohácsi buszpályaudvar és a nemrég felújított Bensheim-tér, amely Mohács német testvérvárosáról kapta nevét (Bensheim belvárosában is elneveztek egy teret Mohácsról).
A világháborús emlékmű már messziről látható, a négy oszlopon nyugvó, kapufejszerűen lezárt építményt eredetileg az első világháború helyi áldozatainak emlékére állították, azonban 1990-óta felkerült a második világháború ismert mohácsi halottainak neve is.

### Mohács Városi Tanuszoda és Termálfürdő
A mohácsi termálvízre épülő fürdőt 2007-ben nyitották meg. A víz gazdag ásványi sókban, nátrium-kloridos, hidrogén-karbonátos, fluoridos, magas vas- és jódtartalommal rendelkezik. Ízületi, reumatikus panaszokat, sportsérüléseket kezelnek vele, izomlazításra és a szervezet immunitásának növelésére hasznosítják. Nátriumtartalma lehetővé teszi nőgyógyászati panaszok ápolásra. Ivókúra- és inhalációs lehetőségeit is kihasználják.

## Nevezetes mohácsiak
Itt születtek:
- Bán István (1922–1984) textilművész
- Bánusz Tamás (1989) sakkozó
- Báthori Csaba (1956) József Attila-díjas költő
- Bencsik Gábor (1980) evezős
- Csoboth Róbert (1965) labdarúgó
- Czógler Alajos (1853–1893) fizikatörténész
- Deli Ágnes (1963) szobrászművész
- Déry Mária (1933–1988) színésznő
- Dunai Tamás (1949–2023) Jászai Mari-díjas színművész, érdemes és kiváló művész
- Gaál Antal (1905–1975) bányamérnök, olajmérnök
- Gábor Éva Mária (1953) Munkácsy Mihály-díjas szobrász
- Gál Sándor (1901–1966) színművész, operetténekes
- Gálos László (1899–1968) teológus, egyházjogász
- Grain András (1937–2000) festő- és grafikusművész, költő, tanár
- Gyurok János (1960) szociológus, nemzetiségi politikus
- Hancz Erika (1979) régész, turkológus
- Heinek Ottó (1960–2018) újságíró
- Horváth János (1905–1975) fazekas, a népművészet mestere
- Kató Kálmán (1876–1946) festőművész, restaurátor
- Kersics Anka (1921–1997) népdalénekes
- Kindl Gabriella (1979) kézilabdázó
- Kiss József (1852–1899 k.) állatorvos
- Kováts Kolos (1948) Kossuth-díjas operaénekes
- Kuti László (1965) szobrászművész
- Kürthy Lajos (1986) súlylökő, olimpikon
- Láng István (1931–2016) agrokémikus, az MTA tagja
- Lencsés Ida (1957) textilművész
- Márton Gréta (1999) kézilabdázó
- Mink János (1938) kémikus, az MTA kutatóprofesszora
- Mohácsi Jenő (1886–1944) költő, író, műfordító
- Nádai Anikó (1989) műsorvezető, valóságshow-szereplő
- Pfaff Ferenc (1851–1913) építész
- Pávkovics Bence (1997)  labdarúgó
- Radics István (1863–1917) szerb nemzetiségű író, pedagógus
- Ribli Zoltán (1951) sakkozó, sakkszakíró
- Rozsda Endre (1913–1999) festőművész
- Salagius István (1730–1796) könyvtáros, régész
- Sárkány Kázmér (1954) operaénekes
- Schneider Lajos (1889–1960) népdalgyűjtő
- Sipos István (1875–1949) egyházjogász
- Predrag Stepanović (1942–2022) szerb nemzetiségű író, műfordító
- Sümegi Eszter (1965) Kossuth-díjas operaénekes
- Tauszik B. Hugó (1848–1912) közgazdász
- Timár Mátyás (1923–2020) közgazdász, gazdaságpolitikus
- Varga Zoltán (1960–2025) Jászai Mari-díjas színművész
- Verőci Lídia (1983) evezős
- Wilhelm Zoltán (1969) földrajztudós
- Zsigmond László (1907–1992) Kossuth-díjas történész, az MTA tagja

Itt éltek
- Bánki Erik (1970) politikus, Mohácson nőtt fel
- Barta Imre (1899–1978) orvos, hematológus, 1936-tól 1944-ig a mohácsi kórház főorvosa
- Barta Lajos (1878–1964) Kossuth-díjas író, újságíró, rövid ideig újságíró Mohácson
- Dárday Sándor (1842–1933) jogász, politikus, középiskoláit végezte a városban, majd 1878 után Mohács országgyűlési képviselője volt
- Dőry László (1891–1975) germanista, teológus, 1915–1919 között mohácsi káplán
- Adam Dragosavljević (1800–1862) szerb nemzetiségű pedagógus, 1827-től 1830-ig Mohácson tanított
- Fornet Kornél (1818–1894) 1848-as honvéd őrnagy, mérnök, 1867 után a mohácsi sóraktár alkalmazottja
- Hules Béla (1926–2002) író, költő, filozófus, 1964-től 1967-ig Mohácson oktatott
- Kelle Sándor (1913–2003) festőművész, 1938-tól 1946-ig Mohácson élt
- Martinszky János (1909–1949) festőművész, 1936-tól mohácsi rajztanár, kiállításszervező
- Medveczky Zsigmond (1853–1942) vízépítő mérnök, 1885 után a mohácsi folyammérnöki hivatal vezetője
- Moenich Károly (1840–1919) költő, irodalomtörténész, Mohácson tanult
- Németh Andrea (1967) festő, grafikus
- Rajczi Péter Pál (1917–2006) jogász, történész, 1946 körül ítélőtáblai jegyző Mohácson
- Ruff Imre (1938–1990) kémikus, a mohácsi gimnázium tanulója
- Schmidt Péter (1799–1874) orgonista, karnagy, 1815-től 1818-ig mohácsi segédtanító
- Szentgyörgyvári Lajos (1900–1976) Kossuth-díjas agrármérnök, 1945-től 1952-ig a mohácsi mezőgazdasági technikum igazgatója
- Szabó Mihály (1933–2011) református lelkipásztor
- Szabó Mihályné Pinczés Klára (1935–2016) református lelkésznő, tanárnő, írónő
- Szabó Mónika (1975) karmester
- Tarnai Károly (1843–1889) mohácsi újságíró, ügyvéd
- Ván Benjámin (1892–1985) református lelkész, mohácsi segédlelkész

## Testvérvárosok
- Pélmonostor – 1967 óta
- Bensheim – 1987 óta
- Aranyosgyéres – 1990 óta
- Wattrelos – 1993 óta
- Siemianowice Śląskie – 1999 óta
- Isztambul Beykoz – 2008 óta
- Sveti Filip i Jakov – 2014 óta
- Apatin – 2023 óta